# Schloss Schneeberg

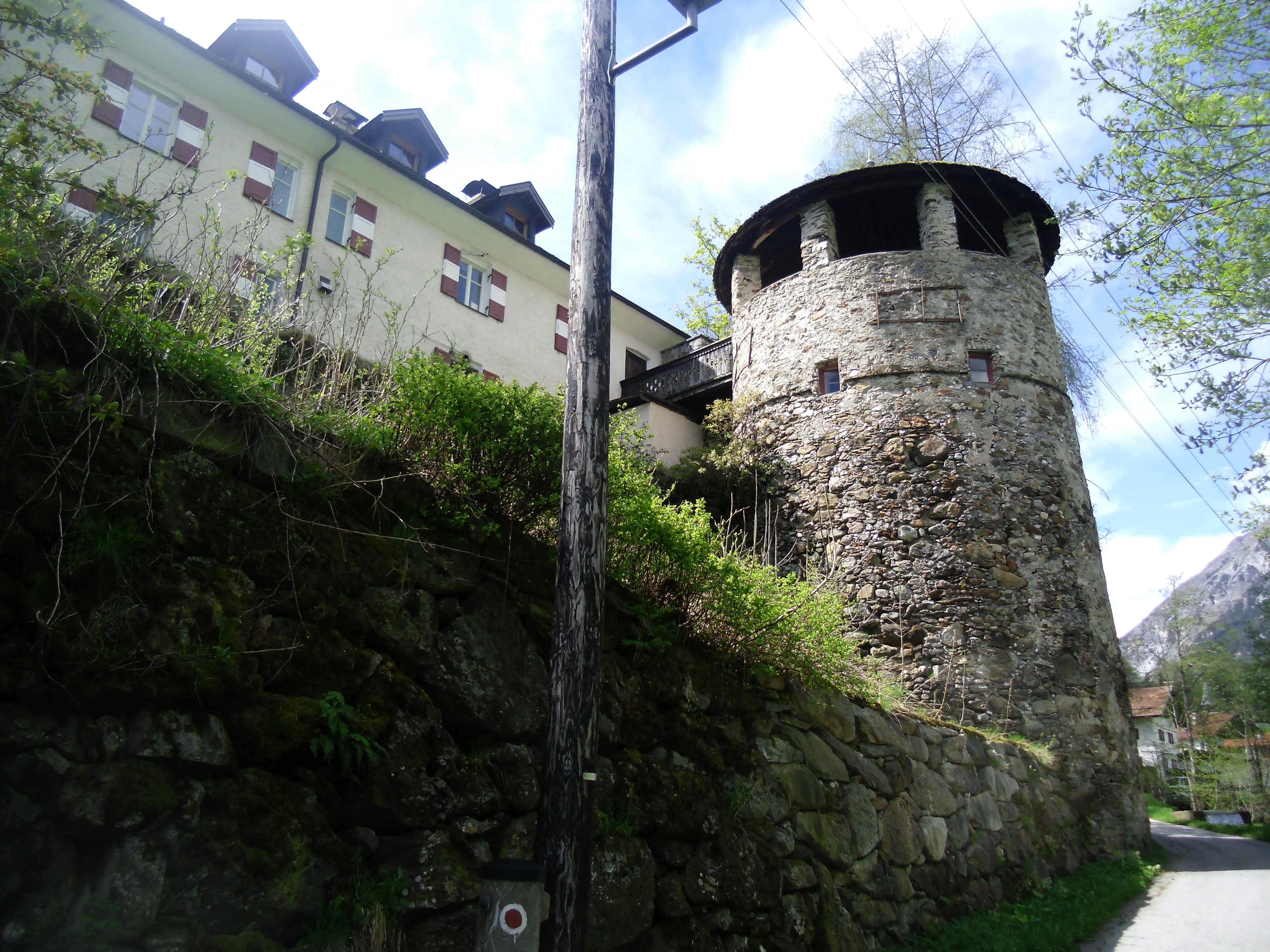
Schloss Schneeberg

Das Schloss Schneeberg steht auf einer Anhöhe neben dem Gschnitzbach südwestlich des Ortes in der Tiroler Gemeinde Trins.
Urkundlich gehörte das Schloss im Jahre 1297 dem Lazarius von Trins, wurde später ein tirolisch-landesfürstliches Lehen und ging im 14. Jahrhundert an die Ebner, im 15. Jahrhundert an Herzog Sigismund, 1506 an Marx Treytz-Saurwein, 1513 an Konrad Neujäger, 1527 an Friedrich Franz von Schneeberg. Das Schloss ging 1568 an Johann Wellinger, welcher das Schloss umbaute. Seit 1778 ist das Schloss im Besitz der Grafen Sarnthein.
Von der Burg im 13. Jahrhundert sind keine Reste vorhanden. Der Wohnbau, im Kern im 18. Jahrhundert errichtet, wurde im Jahre 1910 weitgehend erneuert. Ein bis 1910 als Stall genutzter nördlicher Nebentrakt hat im Erdgeschoß eine gefaste Rundbogentüre aus dem 16. Jahrhundert. Reste einer ehemals weitläufigen Umfassungsmauer mit zwei Rundtürmen aus dem 16. Jahrhundert wurden 1928 restauriert, ein weiterer dritter Turm ist noch etwas erkennbar. 2014 wurde der Turm saniert und neu geschindelt.